# Église Saint-Pierre de La Rivière-Enverse
L'église Saint-Pierre de La Rivière-Enverse est une église catholique française, située dans le département de la Haute-Savoie, dans la commune de La Rivière-Enverse.

## Historique
La paroisse de La Rivière-Enverse obtient son indépendance en 1759.
L'église, de style baroque, est construite par l'architecte faucignerand Pierre Cheneval sur un plan en trèfle.
L'église fait l'objet d'une restauration en 1995.

## Descriptif
Le retable, l'autel à colonnes torses Saint-Joseph, le lustre, la bannière et une statue de la vierge sont considérés comme classés au titre des monuments historiques, cependant rien n'est indiqué dans la base Mérimée.